# Barrett Reef

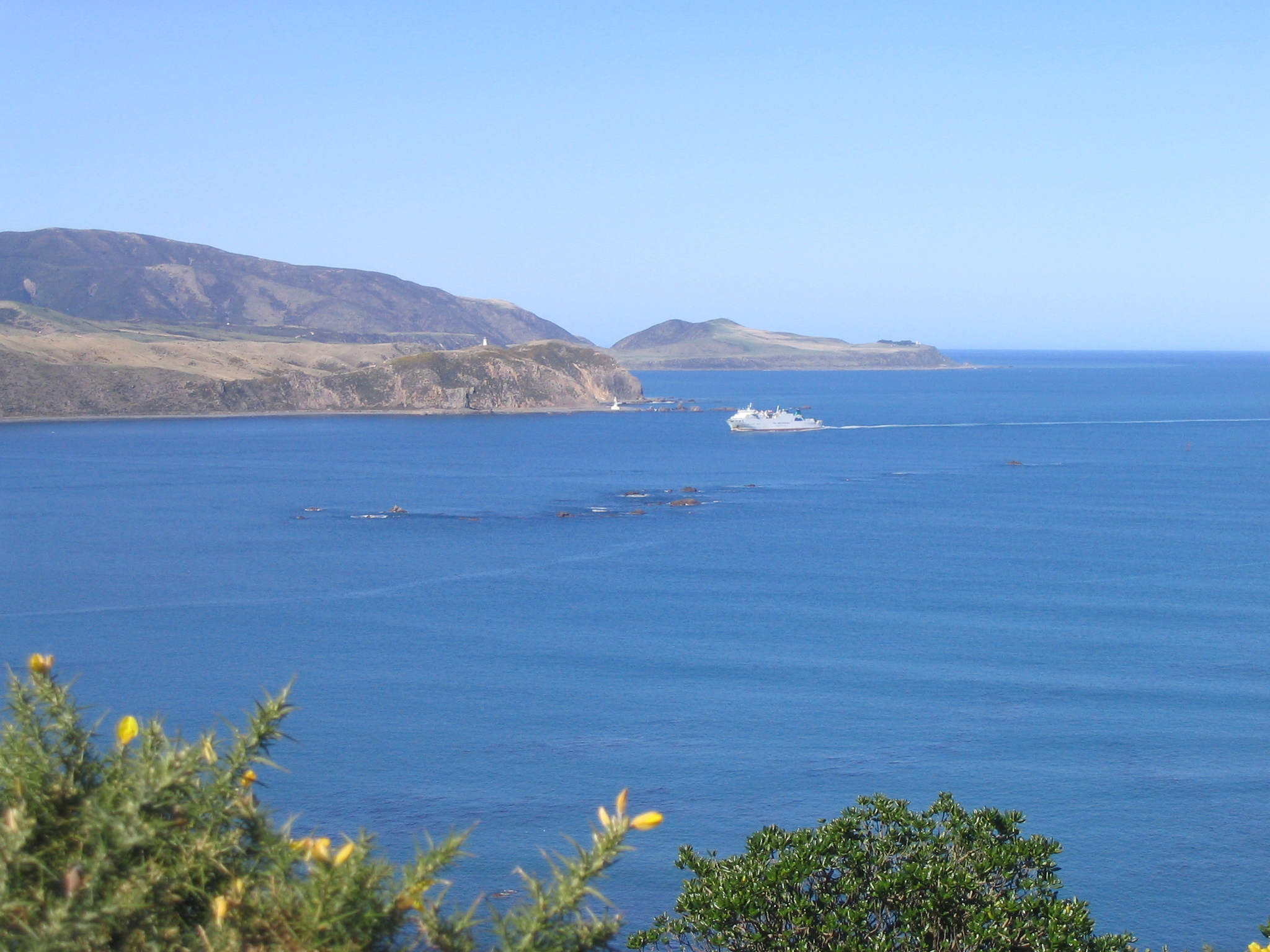
Zufahrt des Wellington Harbour mit dem Barrett Reef

Barrett Reef (oft auch Barrett's Reef) ist ein Felsenriff und eines der gefährlichsten Riffe Neuseelands.
Es liegt an der Westseite der Zufahrt zum Wellington Harbour und gehört damit zur Stadt Wellington.
Das Riff ist nach Richard (Dicky) Barrett (1807–1847), einem Walfänger und Händler, benannt. Sein Maoriname ist Tangihanga-a-Kupe. Es ist als Tauchgebiet bei Sporttauchern beliebt.
Große Teile des Riffes sind auch bei Flut sichtbar.
Es liegt westlich des 2 km breiten Kanales, der die Cookstraße mit dem Wellington Harbour verbindet, nahe der Küste der Miramar Peninsula. Die Strömungen der Cookstraße sind wegen ihrer Lage zwischen Pazifik und Tasmansee stark und unberechenbar, Windböen sind keine Seltenheit. Hinzu kommt ein starker Schiffsverkehr einschließlich täglich mehrerer Fähren auf ihrem Weg von und nach Picton.
Auf dem Riff wurden daher schon viele Schiffe beschädigt oder zerstört. Das bekannteste Unglück war der Untergang der Fähre Wahine mit 52 Opfern.

## Schiffe, die auf dem Riff beschädigt wurden, strandeten oder sanken
- 1866: die Tui, ein eisernes Dampfschiff sinkt am Nordende des Riffes
- 1871: 3-Mast-Schoner Lady Bird, 303 Tonnen
- 1874: hölzerne Bark Earl of South Esk, 336 Tonnen
- 1874: Schoner Cynthia, 63 Tonnen, Teilverlust vor dem Nordende des Riffes
- 1876: Schoner Hunter, 90 Tonnen, Totalschaden nach Strandung auf dem südlichsten Felsen des Riffs.
- 1876: Schoner Shepherdess, 38 Tonnen, Teilverlust
- 1921 eiserne Dreinmastbark Polly Woodside, 678 to. Nach Strandung wieder flott gemacht und repariert.
- 1927: Norma
- 1936: Die Inter-Island-Fähre Rangatira mit 6.152 to. fährt bei schlechter Sicht auf das Riff, kann sich jedoch aus eigener Kraft befreien und mit starkem Wassereinbruch in flaches Wasser retten, wo sie strandet. Keine Opfer.[1]
- 1947: Das Passagierschiff  Wanganella mit 9.599 Tonnen strandet, wird wieder flottgemacht und repariert.
- 1968 läuft die 8948 Tonnen schwere Fähre TEV Wahine auf das Riff und kentert später. Von den 610 Passagieren und 123 Mannschaftsmitgliedern sterben 53. Das Schiff konnte nicht gehoben werden und wurde vor Ort zerlegt.